# ジャハーン・シャー
ジャハーン・シャー（Jahan Shah, 1749年 - 1790年）は、北インド、ムガル帝国の対立君主。第15代君主シャー・アーラム2世と対立した。ビーダール・バフト（Bidar Bakht）とも呼ばれる。父は第13代君主アフマド・シャー。

## 生涯
1749年、ムガル帝国の皇帝アフマド・シャーの息子として生まれた。
1752年11月12日、ビーダール・バフトはパンジャーブ太守に任命された。その2年後、父のアフマド・シャーはガーズィー・ウッディーン・ハーンに廃位された。
1788年7月18日、アフマド・シャーの継母マリカ・ウッザマーニーの招きでグラーム・カーディル・ハーンがデリーに入城した。皇帝シャー・アーラム2世は廃位され、代わりにビーダール・バフトが「ジャハーン・シャー」として皇帝となった。
ジャハーン・シャーは皇帝の代数に数えられておらず、実際はシャー・アーラム2世と対立した皇帝の一人にすぎないとされる。また、彼はグラーム・カーディル・ハーンの傀儡であったばかりか、自身の宝石を差し出さねばならないなど、その立場は非常に不安定だった。
その後、シャー・アーラム2世に味方するマラーターのマハーダージー・シンディアがデリー進軍してきたため、10月2日にジャハーン・シャーはグラーム・カーディル・ハーンとともにデリーを出た。だが、10月16日にマラーターに捕縛され、廃位された。
1790年、ジャハーン・シャーはシャー・アーラム2世の命により処刑された。